# Pristimantis sternothylax
Espèce
Synonymes
- Eleutherodactylus sternothylax Duellman & Wild, 1993

Statut de conservation UICN

 LC  : Préoccupation mineure
Pristimantis sternothylax est une espèce d'amphibiens de la famille des Craugastoridae.

## Répartition
Cette espèce se rencontre :
- au Pérou dans la région de Piura et à Chota dans la région de Cajamarca entre 1 735 et 1 840 m d'altitude sur le versant Ouest de la cordillère de Huancabamba, le Cerro Aypate et le Cerro Toronche ;
- en Équateur dans la province de Loja entre 4 527 et 4 538 m d'altitude.

## Description
Les mâles mesurent de 18,3 à 29,1 mm et les femelles de 28,3 à 36,7 mm.

## Publication originale
- Duellman & Wild, 1993 : Anuran amphibians from the Cordillera de Huancabamba, northern Peru: systematics, ecology, and biogeography. Occasional Papers of the Museum of Natural History University of Kansas, no 157, p. 1-53 (texte intégral).